# 韦尔-阿尔西耶
韦尔-阿尔西耶（法語：Vaire-Arcier，法語發音：[vɛʁ aʁsje]）是法国杜省的一个旧市镇，属于贝桑松区。韦尔-阿尔西耶于1974年由原市镇大韦尔（Vaire-le-Grand）和阿尔西耶（Arcier）合并而成。2016年，韦尔-阿尔西耶与市镇小韦尔合并为新市镇韦尔，韦尔-阿尔西耶为新市镇行政中心。

## 地理
韦尔-阿尔西耶（47°16'59"N, 6°9'9"E）面积12.78 平方千米，位于法国勃艮第-弗朗什-孔泰大區杜省，该省份为法国东部内陆省份，北起上索恩省，西接汝拉省，东部及东南部与瑞士接壤，东北部与贝尔福地区省接壤。
与韦尔-阿尔西耶接壤的市镇（或旧市镇、城区）包括：小韦尔、沙莱兹、德吕、热讷、楠克赖、诺维拉尔、奥斯、罗什莱博普雷。
韦尔-阿尔西耶的时区为UTC+01:00、UTC+02:00（夏令时）。

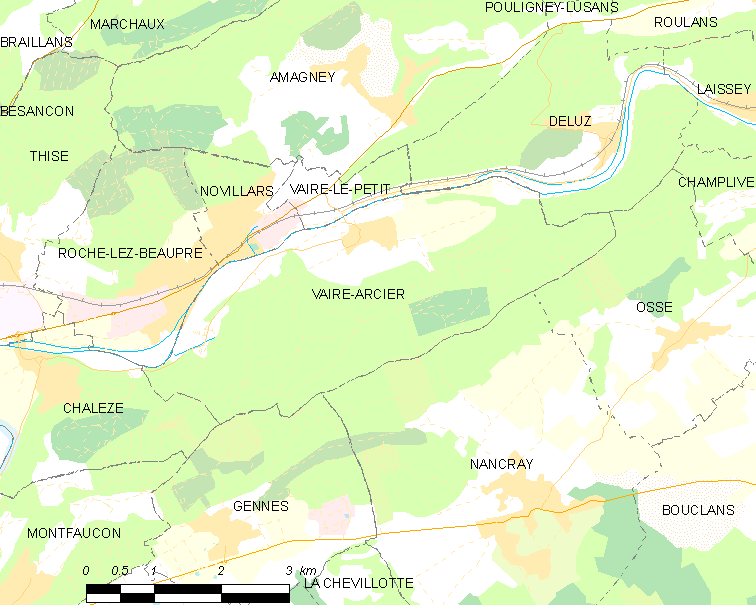
韦尔-阿尔西耶的OSM定位图

## 行政
韦尔-阿尔西耶的邮政编码为25220，INSEE市镇编码为25575。

## 政治
韦尔-阿尔西耶所属的省级选区为贝桑松第五县。

## 人口

1962-2008年间韦尔-阿尔西耶人口变化图示

韦尔-阿尔西耶于2013时的人口数量为542人。